# Lindö gård
Lindö gård är ett gods i Runtuna socken i Nyköpings kommun i Södermanland. Den ligger 18 kilometer norr om Nyköping.
Huvudbyggnaden härrör från början av 1700-talet och har byggts till år 1800. Den är vackert belägen mellan sjön Eknaren och Kappstasjön. 
Godset, förr kallat Öija, tillhörde den från trettioåriga kriget kände Harald Stake, sedermera landshövding och riksråd. Godset fick i slutet av 1600-talet namnet Lindö efter översten friherre Mårten Lindhielm.  Han dog barnlös 1720, men hans hustru i andra äktenskapet, Margareta von Beijer, född 1648, bodde kvar på Lindö till sin död 1732. 
Det ägdes sedan inom släkterna von Berchner, Strahlenberg och Fleetwood samt av greve Carl Gustaf Piper, som 1800 helt och hållet byggde om gården. Även dennes efterträdare friherre Kantzow förskönade egendomen. Under 1900-talet bodde Hans von Rosen och hans hustru Linde Klinckowström-von Rosen på Lindö.
Idag (2008) ägs Lindö gård genom arv av Estelle Bodén, född von Schinkel.
Vid Lindö står runstenen Sö 154.